# Eine Rose für Emily

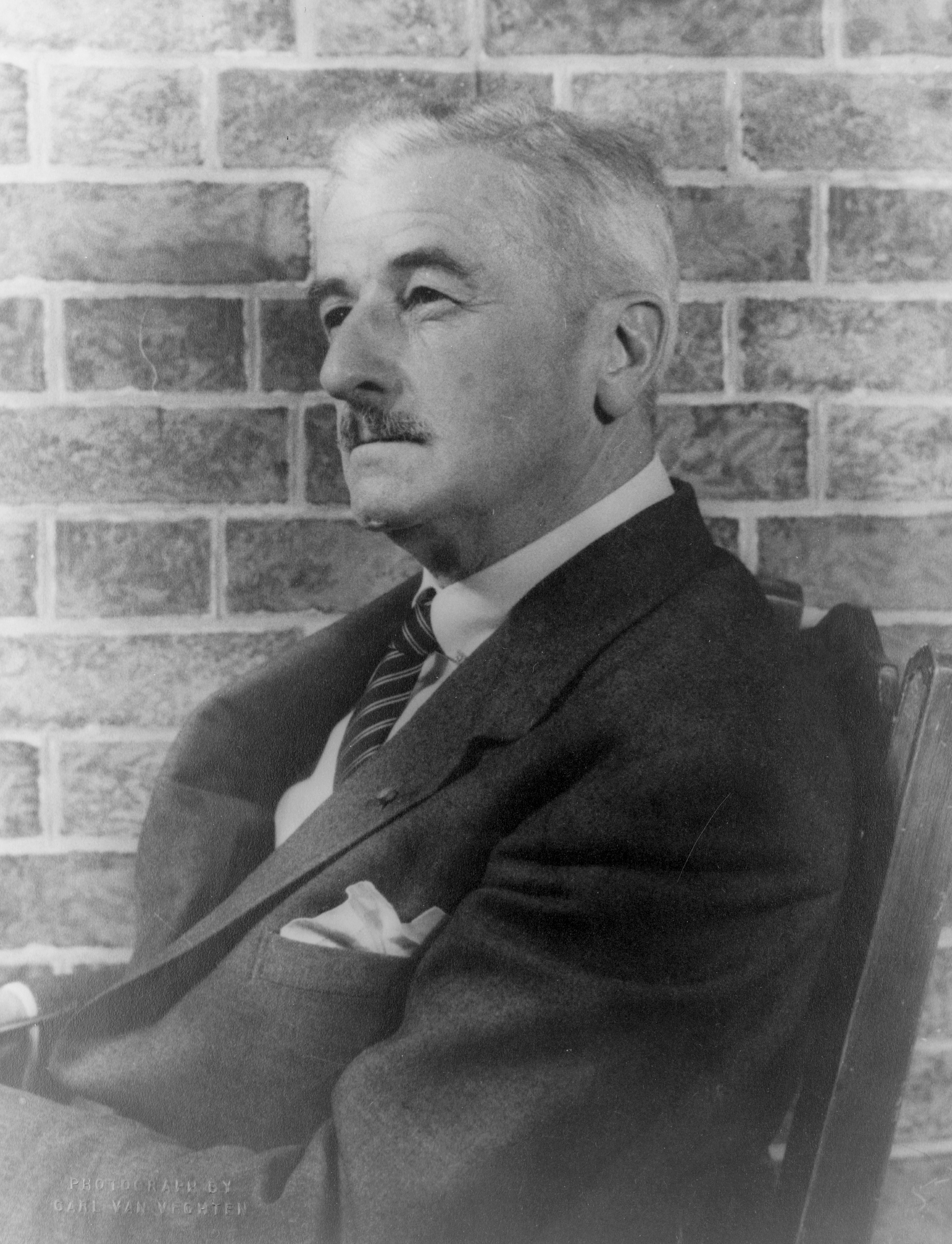
William Faulkner (1954), Photo von Carl Van Vechten

Eine Rose für Emily (englischer Originaltitel: A Rose for Emily, deutsche Übersetzung von Elisabeth Schnack) ist eine Kurzgeschichte des amerikanischen Schriftstellers und späteren Literaturnobelpreisträgers William Faulkner, die im Herbst 1929 entstand. Sie wurde erstmals veröffentlicht in der Zeitung The Saturday Evening Post (Philadelphia, 1930) und erschien im gleichen Jahr am 30. April 1930 in der Zeitschrift Forum und war damit Faulkners erste Story, die in einem namhaften Magazin erschien. Die Geschichte wurde danach 1931 in die Sammlung These 13 aufgenommen und seitdem vielfach anthologisiert. Sie zählt nach einhelliger Sicht der Kritiker nicht nur zu Faulkners berühmtesten, sondern ebenso strukturell wohl elegantesten Kurzgeschichten.
Die Geschichte handelt von der alten Jungfer Miss Emily Grierson, ihrem Ansehen in der fiktiven Stadt Jefferson, Mississippi, und ihrem Widerwillen gegen Veränderungen aller Art.

## Inhalt
Die Kurzgeschichte spielt in Jefferson, der Hauptstadt von Faulkners fiktiver Erzähllandschaft Yoknapatawpha County im Süden der Vereinigten Staaten. Eine Rose für Emily beginnt mit der Mitteilung, Miss Emily Grierson sei gestorben und die ganze Stadt zu ihrer Beisetzung gekommen, die Männer aus Respekt vor einem gefallenen Monument, die Frauen aus Neugier, um ihr Haus von innen zu sehen, zumal niemand bis auf ihren altgedienten schwarzen Angestellten in den letzten zehn Jahren Zutritt gehabt habe. Ihr Haus liegt in einem heruntergekommenen, einstmals glanzvollen Teil von Jefferson.
In Emily Griersons Jugend verscheuchte der Vater alle Männer, die sich um seine Tochter bewarben. Nach seinem Tod will Miss Emily seinen Leichnam zunächst nicht herausgeben, erst als die Autoritäten der Stadt einschreiten, gibt sie nach. Emily ist inzwischen um die dreißig Jahre alt, ihr droht, eine „alte Jungfer“ zu werden. Doch sie beginnt eine Beziehung mit dem aus der Arbeiterklasse stammenden Nordstaatler Homer Barron; im Dorf kommen Gerüchte auf, man spekuliert, was das wohl werde. Die Beziehung scheitert jedoch wegen Homer Barrons Untreue; nach kurzer Zeit wird er nicht mehr gesehen. Von Emily Griersons Haus beginnt ein übler Geruch auszuströmen, man fragt sich im Ort, ob sie wohl Ratten vergiftet habe, schließlich hat man gesehen, wie sie in der Apotheke Arsen gekauft hat. Man reicht Klage beim Richter ein, der gegen Miss Emily aber nicht juristisch vorgehen will. Nachdem Männer heimlich Branntkalk auf dem Grundstück verstreut haben, verschwindet der Geruch.
Die Zeit vergeht, die Stadt bekommt eine neue Regierung. Miss Emily soll plötzlich Steuern zahlen, obwohl sie vom alten Bürgermeister Colonel Sartoris nach dem Tod ihres Vaters, der ohne großes Vermögen gestorben war, das Privileg erhielt, keine Steuern zahlen zu müssen. Sartoris hat ihre Steuerfreiheit auf wenig glaubwürdige Weise damit begründet, dass ihr Vater der Stadt ein großzügiges Darlehen gewährt habe. Miss Emily lehnt es ab, Steuern zu zahlen. Als bei ihr eine städtische Delegation auftaucht, muss diese unverrichteter Dinge abziehen. Auch gegen den Pfarrer, den Apotheker und die ganze klatschsüchtige Stadtgemeinde setzt sie sich durch. So wird Miss Emily alt und grau wie ihr einziger Diener, der spärlichen Kontakt zur Außenwelt aufrechterhält.
Als Miss Emily im Alter von 74 einsam in ihrem Haus gestorben ist, dringen die Bewohner der Stadt in ihr Haus ein. Sie brechen ein verschlossenes Zimmer auf und finden im Bett den verwesten Leichnam von Homer Barron in seiner Hochzeitskleidung. Neben seinem Kopf liegt ein weiteres Kopfkissen mit dem Abdruck eines Kopfes und einem langen eisengrauen Haar.

## Themen
Ein Thema der Erzählung ist der Gegensatz zwischen „neu“ und „alt“, „gesund“ und „krankhaft“, der Konflikt zwischen den Anhängern von Überlieferungen und Traditionen auf der einen und fortschrittsgläubigen und dynamischen Bürgern der Stadt auf der anderen Seite. Symbolisch für das Sich-Verweigern jeglicher Veränderung und den Hang zum Überkommenen ist der Verfall des ehemals noblen Stadtteils, in dem sich das Haus der Protagonistin befindet.
Miss Emily verkörpert den Typus Mensch, der nur in der Vergangenheit lebt. Sie ist ein lebendes Monument, das die anderen Bürger der Stadt zwar respektieren, an deren Exzentrik sie aber gleichzeitig Anstoß nehmen.
Ein zweites Thema der Kurzgeschichte ist die Macht des Todes. Mit Miss Emilys Tod beginnt die Geschichte. Auch ihr Vater ist gestorben, aber anstatt dass sie zu leben anfängt, kommt ihr Bräutigam gewaltsam zu Tode. Emily ignoriert vollständig, dass sich ihr Leben durch diese Todesfälle verändern könnte. Sie hält an den Privilegien des verstorbenen Vaters fest, und für den ermordeten Bräutigam kauft sie Hochzeitskleider und Ehering und lebt weiter in ihrer abgeschlossenen Welt, als wäre nichts geschehen.
Das dritte Motiv, das in der Geschichte anklingt, ist die absolute Einsamkeit. Emily ist das einzige Kind, der Vater ist rücksichtslos und streng und hat verhindert, dass sie Erfüllung in Liebe und Ehe findet. Ihr erster Liebhaber Homer Barron ist ihr untreu, die Beziehung endet tödlich, und sie bleibt ihr ganzes Leben lang allein. Als Exzentrikerin lebt sie isoliert in ihrer Gemeinde und bricht allmählich alle Beziehungen nach außen ab. Indes weckt sie auch Bewunderung und erscheint über das Leben ihrer Mitbürger ergehoben („an idol“), gerade weil sie sich den Gesetzen der Zeit zu widersetzen versucht, freilich mit der Folge, dass sie den Rest ihres Lebens in völliger Einsamkeit sowie verarmt und unverstanden verbringt,

## Entstehung und Publikation
Faulkner schrieb Eine Rose für Emily im Frühjahr 1930. Er entstand im selben Schaffensrausch wie der Roman Als ich im Sterben lag, der in nur sechs Wochen entstand. Faulkner hatte bereits 1929 mit Schall und Wahn einen Roman veröffentlicht, der wegweisend für die literarische Moderne wurde, aber erst 1931 populär wurde, als Faulkner mit dem Roman Die Freistatt erstmals ein kommerzieller Erfolg geglückt war.
Die Kurzgeschichte Eine Rose für Emily entstand also vor einer entscheidenden Wendemarke. Kritiker nannten sie später das Markenzeichen einer neuen Stimme. Nach dem Erfolg von Freistatt 1931 brachte man im selben Jahr noch mit These 13 eine Sammlung von insgesamt dreizehn Kurzgeschichten Faulkners heraus. Eine Rose für Emily war mit anderen bekannten Kurzgeschichten wie Dürrer September in dieser Anthologie vertreten. Ursprünglich hatte Faulkner A Rose for Emily als Titelgeschichte seiner ersten Erzählsammlung vorgesehen, da er diese Kurzgeschichte besonders schätzte, vermutlich auf Wunsch des Verlegers erschien der Sammelband jedoch unter dem Titel These 13.
Heute zählt Eine Rose für Emily zu den bekanntesten Kurzgeschichten Faulkners und der Gattung an sich; die Erzählung liegt auch in verschiedenen deutschen Übersetzungen vor und ist in unterschiedlichen Sammlungen und Ausgaben mehrfach veröffentlicht werden.

## Genre und allegorisch-symbolische Bedeutung
Die Kurzgeschichte wird – wie auch andere Werke Faulkners – der Stilrichtung des Southern Gothic zugerechnet. Southern Gothic ist ein Subgenre der Schauerliteratur (englisch Gothic fiction), das sich nur im amerikanischen Süden ausgebildet hat. Ein Gattungsmerkmal ist, dass makabere, groteske und ironische Elemente z. B. aus klassischen Überlistungsgeschichten in die Texte eingebettet werden, um die Moral und die Werte des Südens zu präsentieren. Eine Auslegung der Geschichte, die Miss Emily samt ihrem baufälligen Haus als Symbol des alten, im Niedergang befindlichen Südens deutet, greift indes zu kurz, wie Cleanth Brooks eine Reihe solcher das Absurde streifenden Deutungsansätze satirisch kommentiert. Ebenso wenig lässt sich im Gegenzug, wie Brooks dies versucht, jedoch am Text nachweisen, dass der Erzähler und die Mehrzahl der Mitbürger in nahezu rührender Weise um das Wohlergehen von Miss Emily bemüht sind. Spätestens im vierten Abschnitt der Erzählung kommen Zweifel an einer derartigen Auslegung des Sinngehalts der Geschichte auf. Zwar achten die Bürger streng auf die Moral und schicken Miss Emily einen Pfarrer ins Haus, um sie auf den Pfad der Tugend zurückzuführen; das wesentliche christliche Gebot der Nächstenliebe bedeutet ihnen jedoch wenig. So atmen sie beispielsweise geradezu auf, als sich das Gerücht verbreitet, sie wolle sich das Leben nehmen. Als Miss Emily es wagt, sich unter Missachtung aller Konventionen von ihrem Geliebten, überdies einem gesellschaftlich unter ihr stehenden Nordstaatler, durch die Straßen kutschieren zu lassen, verbergen sich ihre Mitbürger hinter ihren Jalousien, um ungestört beobachten und tratschen zu können. Das Motiv des Voyeurismus wird später wieder aufgenommen, um mit den Worten des Erzählers die von ihm verkörperte Gemeinschaft bloßzustellen.
In einer allegorischen Deutung, die Miss Emily als rigide, selbstherrliche, unfruchtbare und todbringende Personifizierung des Alten Südens versteht, erscheint der Straßenarbeiter Homer Barron zwangsläufig als symbolische Verkörperung des wendigen, jedoch unzuverlässigen amerikanischen Nordens, der dem erstarrten Süden den technischen Fortschritt bringt. Eine derartige Ausdeutung lässt die Erzählung als Variante des Dornröschen-Märchens erscheinen, in der die alte Jungfer den modernen Prinzen totküsst. Diese in unterschiedlichen Variationen vertretene Auslegung der Kurzgeschichte tendiert jedoch zur Schwarz-Weiß-Malerei und verkennt die Kunstfertigkeit Faulkners, bei aller Gesellschaftssatire die Hauptfiguren seiner Erzählung als individualisierte round characters anzulegen.
Abwegig ist gleichermaßen die wiederholt vorgetragene Behauptung, Miss Emily habe sich der Leichenschändung schuldig gemacht. Der Text erlaubt allenfalls die Aussage, dass Miss Emily zweimal im Zimmer des Toten gewesen sein muss: das erste Mal zur Tatzeit, das zweite Mal, um eine Locke ihres inzwischen ergrauten Haares neben dem Leichnam zu platzieren. Diese Handlungsweise lässt sich jedoch nicht zweifelsfrei als Beweis für Miss Emilys nekrophile Neigungen heranziehen, sondern könnte ebenso als Motiv eine naheliegende Funktion haben, der zumeist in der Kritik wenig Beachtung geschenkt wird: John v. Hagopian machte daher in seiner Deutung der Kurzgeschichte bereits 1964 auf die Konvention des Abschiedsgrußes in der antiken Literatur aufmerksam. Vor einem solchen Hintergrund würde sich der Mord, anders als oftmals angenommen, nicht als Rache-, sondern paradoxerweise als Liebesakt erweisen.

## Form und erzähltechnische Gestaltung
Wie die übrigen zur damaligen Zeit sehr beliebten magazine stories enthält A Rose for Emily den für diesen Typus von Geschichten charakteristischen Überraschungsschluss (surprise ending), der bei Faulkner jedoch eine besondere Gestalt annimmt und die Erwartungen der konventionellen Leser nicht erfüllt. Das Motiv des verschlossenen Zimmers und der Mord an Homer Barron als Schlüsselereignis im Leben von Miss Emily werden nicht wie in der klassischen plot story in der einleitenden Exposition dargeboten, sondern an das Ende der Erzählung gestellt. Der Leser erhält zwar in dem Schlussteil der Geschichte eine Antwort auf die offenen Fragen nach dem Verschwinden des Geliebten, dem Kauf des Arsens und dem durchdringenden Geruch; die Bedeutung dieser Fragen wird jedoch heruntergespielt, um den Schockeffekt des Endes zu steigern. Aus diesem Grunde wird auch auf eine Schilderung oder Beschreibung der Mordtat verzichtet und die Chronologie der Ereignisfolge umgekehrt und zersplittert. Damit verzichtet der Autor auf eine ständige Steigerung der Spannung zugunsten der Schlusspointe.
Am Anfang der Geschichte steht die Beisetzung Miss Emilys; wiederholt blendet die Erzählung zurück in die weit zurückliegende Vergangenheit und endet im Schlussabschnitt auf der Zeitebene der jüngeren Vergangenheit mit der gewaltsamen Öffnung des Zimmers und Entdeckung des Gerippes. In dieser Hinsicht erweist sich A Rose for Emily als raffiniert gestaltete Rahmenerzählung.
Mit dem Unterlaufen der konventionellen Pointentechnik setzt Faulkner ein wesentliches Merkmal der magazine story außer Kraft. Um diese besondere Form der Schlusspointe nicht zu gefährden, berichtet der ansonsten durchaus zuverlässige Erzähler zuvor in eher beiläufiger Form, dass Homer Barron seine Geliebte aus freien Stücken verlassen habe (her sweetheart [...] had deserted her). Damit hält sich Faulkner ebenso wenig an eine weitere Regel der konventionellen magazine story, nach der ein nicht ausdrücklich als unzuverlässig ausgewiesener Erzähler den Leser zwar in die Irre führen, ihm jedoch nicht eindeutig falsche Informationen liefern darf.
Der Erzähler der Geschichte ist ein weder mit Namen genannter noch in anderer Form individualisierter Bürger der Stadt, der stellvertretend aus der Perspektive derer spricht, die Miss Emily und ihr Schicksal gekannt haben. Er bedient sich durchweg der ersten Person Plural und erweist sich bereits in seinen einleitenden Worten als Repräsentant der Stadtbürger. Aus verschiedenen Indizien im Verlauf der Erzählung lässt sich der Schluss ziehen, dass es sich wahrscheinlich um einen älteren Mann handelt, der das Verhalten seiner Mitbürger mit Wohlwollen, wenngleich nicht ganz ohne Ironie betrachtet. Er gibt im Wesentlichen die Ansicht der Gemeinde wieder: We did not say she was crazy then [...].  Dadurch wird der Eindruck erweckt, die Stadt Jefferson, alle Zeugen der Ereignisse, erzählten vom tragischen Fall der Miss Emily, deren Sicht der Ereignisse jedoch unbekannt bleibt. Faulkner versucht mit dieser Perspektive wie häufig auch in anderen Erzählungen die typische Atmosphäre einer südstaatlichen Kleinstadt einzufangen.
Im ersten Abschnitt der Geschichte, in dem vom Besuch der Abordnung des Magistrats bei der verarmten Miss Emily erzählt wird, der die Steuern einfordert, welche ihr von dem längst verstorbenen Bürgermeister Colonel Sartoris unter dem durchsichtigen Vorwand der Nächstenliebe erlassen worden waren, distanziert sich der Erzähler mit leisem Spott und understatement von dem aufdringlichen Verhalten der Abordnung, indem er sie als „die nächste Generation mit ihren fortschrittlichen Ideen“ charakterisiert. Faulkner widersetzt sich hier und insbesondere im vierten Abschnitt der Erzählung dem Bild einer als ideal zu verstehenden Kleinstadtgemeinschaft, wie dies von verschiedenen Interpreten so gedeutet, jedoch vor allem von Cleanth Brook mit Vehemenz sarkastisch kommentiert worden ist.
Der groteske Charakter dieser Kurzgeschichte Faulkners resultiert vor allem aus der subtilen Kombination verschiedener Erzählformen; neben den Elementen der magazine story und der anekdotisch-schwankhaften Überlistungsgeschichte bedient sich Faulkner ebenso der Form der Schauergeschichte. Der publikumswirksamen Konvention der damals äußerst beliebten Schauergeschichte mit ihrem typuskennzeichnenden Überraschungsschluss (surprise ending) gewinnt er eine neue Wirkung ab: Das zentrale Ereignis im Leben Emilys, den Mord, der in der klassischen plot story das Material für eine einleitende Exposition geboten hätte, rückt er ebenso wie das Motiv des verschlossenen Zimmers an das Ende der Erzählung. Auf diese Weise werden die Erwartungshaltungen der konventionellen Leserschaft enttäuscht. Die bis dahin offenen Fragen nach dem Verschwinden des Geliebten, dem Kauf des Arsens und dem penetranten Geruch werden in dem Schlussteil zwar beantwortet; dennoch spielt Faulkner die Bedeutung dieser Aspekte herunter, um die Schockwirkung des Schlusses zu verstärken. Aus eben diesem Grunde verzichtet er auch auf eine genauere Beschreibung der Gewalttat. Mit guten Grund kann man daher davon ausgehen, dass die Beliebtheit der Geschichte nicht vorrangig ihrem sensationellen Stoff, sondern vornehmlich dem kompositorischen Geschick des Verfassers geschuldet ist.

## Werkgeschichte
Eine Rose für Emily war maßgeblich an Faulkners literarischem Durchbruch in den Jahren 1930/1931 beteiligt. Sie ist die am häufigsten gedruckte und anthologisierte Kurzgeschichte Faulkners weltweit und wurde in viele Sprachen übersetzt und in zahlreichen Anthologien veröffentlicht. Sie gilt als Faulkners populärste Geschichte und zählt für viele Leser auch zu seinen besten.
In der Kurzgeschichte greift Faulkner zahlreiche Echos aus der tradierten Erzählliteratur auf, so beispielsweise aus Hawthornes The White Old Maid, Poes The Fall of the House of Usher oder  Dickens’ Great Expectations sowie aus der Lyrik, so etwa aus Ransoms Emily Hardcastle, Spinster. Dennoch erweist sich Faulkner dabei keinesfalls als reiner Epigone, sondern greift auf Motive und Formmuster anderer Autoren zurück, um sein eigenes Talent als Erzähler vor diesem Hintergrund literarischer Traditionen auszuspielen.
Weniger offensichtliche Parallelen oder Ähnlichkeiten Faulkners zu grotesk-komischen Überlistungsgeschichten finden sich darüber hinaus in mittelalterlichen Schwänken, wie etwa in Boccaccios Decamerone und Chaucers Canterbury Tales, die ebenfalls zur Charakterisierung der Protagonistin und der Stadtgemeinschaft beisteuern. Am Anfang der Geschichte wird Emily Grierson etwa als „a fallen monument“ eingeführt; im Rückblick zeigt sie sich jedoch als diejenige, die sich gegen den Großteil ihrer Konkurrenten durchzusetzen vermochte: gegen den Baptistenpfarrer, die Abgeordneten der Stadtverwaltung, den Apotheker, die verhassten Cousinen, den treulosen Liebhaber oder aber gegen die tratschsüchtige Stadtbevölkerung. Dieses der klassischen Literatur entlehnte Überlistungsmotiv verleiht der Anekdotenfolge in Faulkners Kurzgeschichte inhaltliche Geschlossenheit; das Motiv des Gestanks ist dem wie in Chaucers Erzähler vom Gerichtsdiener untergeordnet.
Der Rückgriff in das Motifrepertoire der Schauererzählung sorgt des Weiteren für atmosphärischen Reiz und symbolische Dichte. Über ihre vordergründige Bedeutung hinaus haben die Motive des alten Hauses, des verschlossenen Zimmers, des Bildnisses des Vaters und der in allen Erzählabschnitten erwähnte Staub zugleich eine charakterisierende funktion im Hinblick auf die Hauptfigur. Emily Griersons Weigerung, ihr Haus zu nummerieren und mit einem Briefkasten ausstatten zu lassen, verdeutlichen zugleich, dass sie eine den Gesetzmäßigkeiten der Zeit enthobene Existenz führt. Ähnliches gilt auch für ihr Bemühen, ihrem Verhältnis zu Homer Barron ausgerechnet durch dessen Ermordung Dauer verschaffen zu wollen, mit dem Resultat, dass sie den Rest ihres Lebens in völliger Einsamkeit verbringt.
Das klassische Momento-Mori-Motif des Staubes, das den Schlussabschnitt dominiert, bringt den Kontrast von Moment und Dauer zum Ausdruck und ist nicht nur deutbar als Symbol für die zum Stillstand gekommene Zeit in Miss Emilys Haus und besonders in dem verschlossenen Zimmer, sondern steht im Weiteren für die Vergänglichkeit des Lebens schlechthin. Faulkner belässt es allerdings nicht bei einer abstrakten Beschreibung der Hauptfigur, die ihr Leben einsam und unverstanden führt und nicht zuletzt aus diesem Grunde von ihren Mitbürgern bewundert und über deren Leben hinausgehoben wird, sondern schildert gleichermaßen Miss Emilys Erscheinung detailliert in den verschiedenen Phasen ihres Lebens. Damit gewinnt sie einerseits tragische Züge in ihrer Einsamkeit und ihrem Suchen nach Liebeserfüllung, erscheint andererseits aber ebenso als ein grotesker Charakter im Sinne von Sherwood Andersons Winesburg, Ohio.

## Ausgaben (Auswahl)

### Englisch
- William Faulkner: A Rose for Emily. In: William Faulkner: Collected Stories. Vintage (Random House), London 1995, ISBN 0-09-947921-4, S. 119–130.

### Deutsch
- William Faulkner: Eine Rose für Emily und andere Meistererzählungen. Übersetzt von Elisabeth Schnack. 6. Auflage. Diogenes Verlag, Zürich 2003, ISBN 3-257-20041-2, Neuauflage 2012, ISBN 978-3-257-06821-4.

## Sekundärliteratur (Auswahl)
- Michael Hanke: William Faulkner: A Rose for Emily. In: Michael Hanke (Hrsg.): Interpretationen · Amerikanische Short Stories des 20. Jahrhunderts. Reclam jun. Verlag, Stuttgart 1998, ISBN 3-15-017506-2, S. 53–62.
- John L. Skinner: "A Rose for Emily": Against Interpretation. In: The Journal of Narrative Technique, Vol. 15, No. 1 (Winter, 1985), S. 42–51.
- Cleanth Brooks und Robert Penn Warren: Understanding Fiction. Prentice Hall, New Jersey, 3. Ausgabe 1979, ISBN 978-0-13-936690-1, S. 227–231, online als PDF-Datei unter .
- John V. Hagopian, W. Gordon Cunliffe, Martin Dolch: A Rose for Emily. In: John V. Hagopian und Martin Dolch (Hrsg.): Insight I - Analysis of American Literature.Hirschgraben Verlag, Frankfurt a. M. 1971, S. 42–50.
- Ruth Sullivan: The Narrator in ‘A Rose for Emily’. In: Journal of Narrative Technique 1 (1971), S. 159–78.
- Floyd C. Watkins: The Structure of “A Rose for Emily”. In: Modern Language Notes LXIX, 1954, S. 508–510.
- James M. Wallace: Faulkner’s ‘A Rose for Emily’. In: The Explicator 50 (Winter 1992), S. 105–07.
- Mary Louise Weaks: The Meaning of Miss Emily’s Rose. In: Notes of Contemporary Literature 11.5 (1981), S. 11–12.
- Ray B.West, Jr.: Atmosphere and Theme in ‘A Rose for Emily’. In: Clarice Swisher (Hrsg.): Readings on William Faulkner. Greenhaven, San Diego 1998, S. 65–73.

## Adaptionen
- A Rose for Emily (1983) - 27-minütiger Kurzfilm unter der Regie von Lyndon Chubbuck mit Anjelica Huston in der Rolle der Emily Grierson